# Hanna Kulenty
Hanna Kulenty (* 18. März 1961 in Białystok) ist eine polnische Komponistin Zeitgenössischer Musik. Seit 1992 lebt und arbeitet Hanna Kulenty abwechselnd in Arnheim (Niederlande) und Warschau (Polen).

## Ausbildung
Nach ihrer Schulzeit in Warschau an der Musikgrundschule „Grazyna Bacewicz“ und am Musiklyzeum „Karol Szymanowski“ (Hauptfach: Klavier) studierte sie von 1980 bis 1985 an der Warschauer „Frédéric Chopin“-Musikhochschule Komposition bei Włodzimierz Kotoński sowie von 1986 bis 1988 am Königlichen Konservatorium in Den Haag bei Louis Andriessen. 1984 und 1988 nahm sie an den Darmstädter Ferienkursen teil und von 1983 bis 1990 an den Internationalen Kursen für junge Komponisten der polnischen Sektion der IGNM in Kazimierz Dolny, wo sie Vorträge von Iannis Xenakis, Witold Lutosławski, Thomas Kessler und François-Bernard Mâche besuchte.

## Hauptaktivitäten
Ab 1989 ist Hanna Kulenty freischaffende Komponistin und bekam zahlreiche Aufträge und Stipendien. Sie hat zwei Opern und zwölf Orchesterwerke komponiert und zahlreiche Solowerke und Kammermusikwerke geschrieben. Seit 2007 betätigt sie sich auch an Musik für Fernsehspiele und Filme.
Sie war 1990 und 1991 Stipendiatin des Berliner Künstlerprogramms des DAAD und wurde von 1993 bis heute vom „Fonds voor de Scheppende [Schaffende] Toonkunst“, Niederlande, gefördert. Kulenty hielt Gastvorträge und Seminare in den USA sowie in mehreren europäischen Ländern auf Konservatorien und Musikhochschulen in Rotterdam (1989), Warschau (1990), Arnhem (1990), York (1993), Long Beach (1998), Santa Monica (1998), Los Angeles (1998), Münster (1998), Budapest (2001), Łódz (2002), Amsterdam (2002), Zwolle (2005) und Barcelona (2007). Sie hielt Gastvorträge bei der Münchener Biennale (1994 und 1996), bei der Bayerischen Staatsoper (2002), beim „Other Minds 10“ Festival in San Francisco (2004) und bei „Soundstreams Canada“ in Toronto (2005).
Sie war Jurymitglied bei nationalen und internationalen Kompositionswettbewerben, wie der Münchener Biennale (1995), dem „Gaudeamus International Composers Award“ in Amsterdam (2002), der „Kazimierz Serocki 9th International Composers Competition“ in Warschau (2003), der „International New Chamber Opera Competition ‘Orpheus-Luciano Berio’ 2003-2004“ in Spoleto sowie der „International Competition of Contemporary Chamber Music“ in Krakau (2005 und 2007).

## Auszeichnungen
Bereits das Examenswerk der 24-Jährigen, die Orchesterkomposition Ad unum, brachte ihr 1985 einen internationalen Erfolg: einen zweiten Preis beim „European Young Composers Competition“ der European Cultural Foundation in Amsterdam.
In den Jahren 1986 bis 1989 erhielt Hanna Kulenty u. a. mehrere Preise des Polnischen Komponistenverbandes, unter dem Quinto (erste Preis, 1986), Breathe (erste Preis, 1987), Cannon (dritte Preis, 1988) und aaa Tre (zweite Preis, 1989).
2003 gewann Kulenty mit ihrem Konzert für Trompete (2002) den ersten Preis des „50th International Rostrum of Composers“ der UNESCO, wofür sie die Mozart-Medaille der UNESCO bekam.

## Aufführungen
Ihre Orchesterwerke, darunter drei Sinfonien (1986; 1987; 2000) und mehrere Solokonzerte (für Klavier, für Violine und für Trompete), wurden von Rundfunk-Sinfonieorchestern in den Niederlanden, Dänemark, Polen und Deutschland uraufgeführt. Im November 2000 organisierte der Deutschlandfunk in Köln ein Porträtkonzert (erschienen auf der CD „Arcs & Circles“).
Zu den Interpreten ihrer Werke zählen Ensembles wie das ASKO-Ensemble, Orkest „de ereprijs“ und das Kronos Quartet, Solisten wie Marco Blaauw, Elżbieta Chojnacka, Isabelle van Keulen und Krzysztof Bąkowski, sowie Dirigenten wie David Porcelijn, Antoni Wit, Peter Hirsch, Péter Eötvös, Ingo Metzmacher, Jurjen Hempel, Renato Rivolta und Ronald Zollman.
Kompositionen Kulentys erklangen erstmals u. a. beim Huddersfield Festival 1990 (2. Streichquartett, 1990), bei den Weltmusiktagen der IGNM 1992 (2. Klavierkonzert, 1991), dem Schleswig-Holstein Musik Festival 1993 (Still Life with a Cello für Violoncello solo, 1993), bei der Münchener Biennale 1994 (A cradle song für Violine, Violoncello und Klavier, 1993) und 1996 (Operneinakter The Mother of Black-Winged Dreams, libr. Paul Goodman, reg. Claus Guth, 1996, in Koproduktion mit der Hamburgischen Staatsoper), sowie dem Warschauer Herbst 1987 (Quinto für zwei Klaviere, 1986), 1989 (1. Sinfonie, 1986), 1992 (E for E für Cembalo, 1991), 1994 (Konzert für Violine mit Nachhall und Orchester, 1993 [Neufassung des 1. Violinkonzerts, 1992/93]), 1995 (Going Up 2 für Ensemble, 1995), 1998 (Stretto für Flöte, Klarinette, Violoncello und Gitarre, 1998) und 1999 (Sinequan Forte B für Cello mit Nachhall und Orchester, 1994).
Kulentys Werke erschienen bei zwei Verlagen: Donemus in Amsterdam und PWM Edition in Krakau.

## Werkverzeichnis (nach Besetzung)

### Opera und Bühnenwerk
- Hoffmanniana (2003) - opera in two acts
- The Mother of Black-Winged Dreams (1995) - opera in one act
- Przypowieść o ziarnie [Parable on grain] (1985) - chamber opera / monodrama
- Island (2006) - stage work for trumpet solo, voice, ensemble and tape
- Lost & Found twenty-five (2008) - music-dance theater for ensemble and tape

### Orchesterwerke
- Ad unum (1985) - symphony orchestra
- Breathe (1987) - chamber orchestra
- Certus (1997) - chamber orchestra
- Part One (1998) - symphony orchestra
- Passacaglia (1992) - chamber orchestra
- Piano Concerto No. 2 (1991) - piano, symphony orchestra
- Piano Concerto No. 3 (2003) - piano, symphony orchestra
- Quatro (1986) - chamber orchestra
- Trigon (1989) - chamber orchestra
- Sinequan Forte A (1994) - solo amplified cello with delay, symphony orchestra
- Sinequan Forte B (1994) solo amplified cello with delay, chamber orchestra
- Symphony No. 1 (1986) - symphony orchestra
- Symphony No. 2 (1987) - symphony orchestra, mixed choir
- Symphony No. 3 (2000) - symphony orchestra
- Trumpet Concerto (2002) - trumpet, symphony orchestra
- Violin Concerto No. 1 (1993) - violin, symphony orchestra
- Violin Concerto No. 2 (1996) - violin, symphony orchestra

### Ensemblewerke
- A few minutes for Ereprijs (1992) - ensemble
- Air (1991) - ensemble
- Elfen (1997) - ballet music for ensemble
- Flute Concerto no. 1 (2001) - flute (amplified, delay) and chamber orchestra
- Going Up 2 (1995) - ensemble
- Mezzo Tango (2004) - brass band
- Mezzo Tango 2 (2005) - ensemble
- Piano Concerto No. 1 (1990) - piano, ensemble
- Perpetuus (1989) - ensemble
- Postcard from Europe (2004) - ensemble
- Violin Concerto No. 1 (1992) - violin, ensemble

### Kammermusik
- Arcus (1988) - three percussionists
- aaa TRE (1988) - viola, cello, double bass
- A Cradle Song (1993) - violin, cello, piano
- A Fourth Circle (1994) - violin (or viola/cello) and piano
- A Sixth Circle (1995) - trumpet, piano
- Asjaawaa (2001) - mezzo soprano, flute, harp, piano, percussion, electronics
- Blattinus (1996) - saxophone quartet
- Brass No. 2 (2005) - for horn and trumpet
- Cannon (1988) - violin, piano
- Crossing Lines (2001) - violin, clarinet, piano
- Decimo (2000) - for choir, six voices
- Going Up 1 (1995) - violin, double bass
- Kisses & Crosses (2007) - for piano and percussion
- Lysanxia (1994) - gamelan, tape
- MM-blues (1999) - two piano’s and two percussions
- Preludium, Postludium and Psalm (2007) - for cello and accordion
- Quinto (1986) - two pianos
- Rainbow 3 (2003) - piano and two wind instruments
- Rapidus (1998) - saxophone quartet
- Ride (1987) - six percussionists
- Run (2004) - flute and piano
- Sierra (1996) - violin, cello
- Stretto (1998) - flute, clarinet, cello, guitar
- String Quartet no. 1 (1984)
- String Quartet No. 2 (1990)
- String Quartet No. 3 - Tell me about it (2007)
- String Quartet No. 4 (A Cradle Song) (2007)
- Sugar-Fela Tango (2009) - for piano and four instruments
- Tap-Blow-Dance4 (2020) - for 2 bass clarinets, cello, vibraphone[1]
- Tell me about it 1 (2006) - for clarinet, cello, trombone and piano
- Tell me about it 2 (2006) - for bass clarinet, cello, trombone and contra bas
- Waiting for… (1997) - voice, piano

### Solowerke
- Arci (1986) - percussion solo
- A Fifth Circle (1994) - alto flute with delay
- A Third Circle (1996) - piano solo
- Brass No. 1 (2004) - trumpet solo
- Brass No. 2 (2004) - horn and trumpet
- Brass No. 3 (2005) - horn solo or trumpet solo
- Brass No. 4 (2007) - tuba solo
- Cadenza (1992) - violin solo with delay
- Drive Blues (2000) - piano solo
- E for E (1991) - harpsichord solo
- Harmonium (1999) - harmonium solo
- One by One (1988) - marimba solo
- Preludium and Psalm (2007) - harmonium solo or another keyboard instrument
- Sesto (1985) - piano solo
- Sinequan (1993) - cello solo with optional delay
- Sinequan (rev. 1993) - cello solo with delay
- Still Life with a Cello (1993) - cello solo
- Still Life with a Violin (1985) - violin solo
- Three Minutes for the Double Bass (1983) - double bass solo

### Tonbandmusik und elektronische Musik
- Prośba o Słońce [Request for the Sun] (1984) - electroacoustic tape
- Souvenir from a Sanatorium (1988) - computer music